# Josef Holý (politik)
Josef Holý (9. února 1874 Košík – 6. února 1928 Brno) byl český a československý spisovatel a politik, meziválečný senátor Národního shromáždění ČSR za Československou stranu socialistickou (národní socialisté).

## Biografie

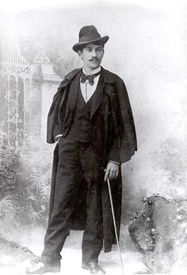
Josef Holý v mládí

Narodil se v rodině pololáníka Josefa Holého a Kateřiny Holé-Šimáčkové. Studoval na gymnáziu v Jičíně, kde maturoval roku 1895. Od roku 1900 učil na průmyslové škole v Plzni, pak absolvoval osm semestrů na Filozofické fakultě Univerzity Karlovy.
Působil jako básník a dramatik. Žánrově se zaměřoval na skeptickou intimní lyriku a společensky kritickou tvorbu. V roce 1906 byl přeložen z působiště učitele na dívčím lyceu Vesny v Brně kvůli disciplinárnímu řízení, které proti němu bylo vedeno pro báseň Svatba ze sbírky Adamovské lesy. Přešel na školu ve Velkém Meziříčí, pak opět působil v Brně.
Byl členem Moravského kola spisovatelů, jemuž v letech 1923–1925 předsedal. Vydal básnické sbírky Památník a Skokády (1897) a Padavky (1897). Bývají srovnávány s Petrem Bezručem, třebaže Holý označil Bezruče za svého epigona. V roce 1905 mu vyšla sbírka milostné poezie Panenčiny knížky, předtím roku 1903 sbírka Satyry a téhož roku i Elegie. V roce 1908 publikoval sbírku sociálních balad Mračna. Zabýval se i divadelními dramatizacemi. Je autorem veršované skladby Vašíček Nejlů, která měla divadelní premiéru v říjnu 1928 v brněnské Redutě. Publikoval povídky, fejetony a kratší studie či polemiky v denním tisku. Nejvýraznější polemiku vyvolal básní Svatba, kterou napadl spisovatelku Růženu Svobodovou.
Po parlamentních volbách v roce 1920 získal senátorské křeslo v Národním shromáždění. Mandát nabyl ale až dodatečně roku 1923 jako náhradník poté, co zemřel senátor Alois Konečný. Povoláním byl profesorem a spisovatelem v Brně.
Krátce před parlamentními volbami v roce 1925 opustil národně socialistickou stranu a přešel k Československé straně lidové.
Zemřel v únoru 1928 po delší nemoci. Je pohřben na Ústředním hřbitově v Brně.

## Dílo

### Básně
- Padavky: 1894–1897 – Praha: František Šimáček, 1897
- Památník a Skokády.: Sbírka veršovaných střepů: 1894–1896 – Praha: vlastním nákladem, 1897
- Vašíček Nejlů: básnický fragment ztraceného člověka – Praha: Grosman a Svoboda, 1899
- Vašíček Nejlů: básnický fragment ztraceného člověka. Kniha druhá – Praha: Moderní revue, 1901
- Elegie – Praha: Moderní revue, 1903
- Satyry – Plzeň: Jan Houser, 1903
- Adamovské lesy – Brno: Arnošt Píša, 1905
- Panenčiny knížky – Plzeň: J. Houser, 1905
- Mračna – Brno: A. Píša,1908
- Černé moře – upravil Jaroslav Motyčka. Praha: Přemysl Plaček, 1912
- Skalné pláně – Praha: František Topič, 1919
- Papírové lodičky – Praha: BB art, 2003 (výbor básní)

### Divadelní hry
- Čarovný sen: komedie o 3 jednáních – dle povídky F. M. Dostojevského – Brno: A. Píša, 1909
- Baja milostná: hra o čtyřech dílech – Břeclav: v. n., 1928

### Jiné
- Svatba v Adamovských lesích: literární obrana proti pp. J. Kvapilovi, F. V. Krejčímu, J. S. Macharovi, A. Sovovi a F. X. Šaldovi – Brno: A. Píša, 1906